# Sufganiá

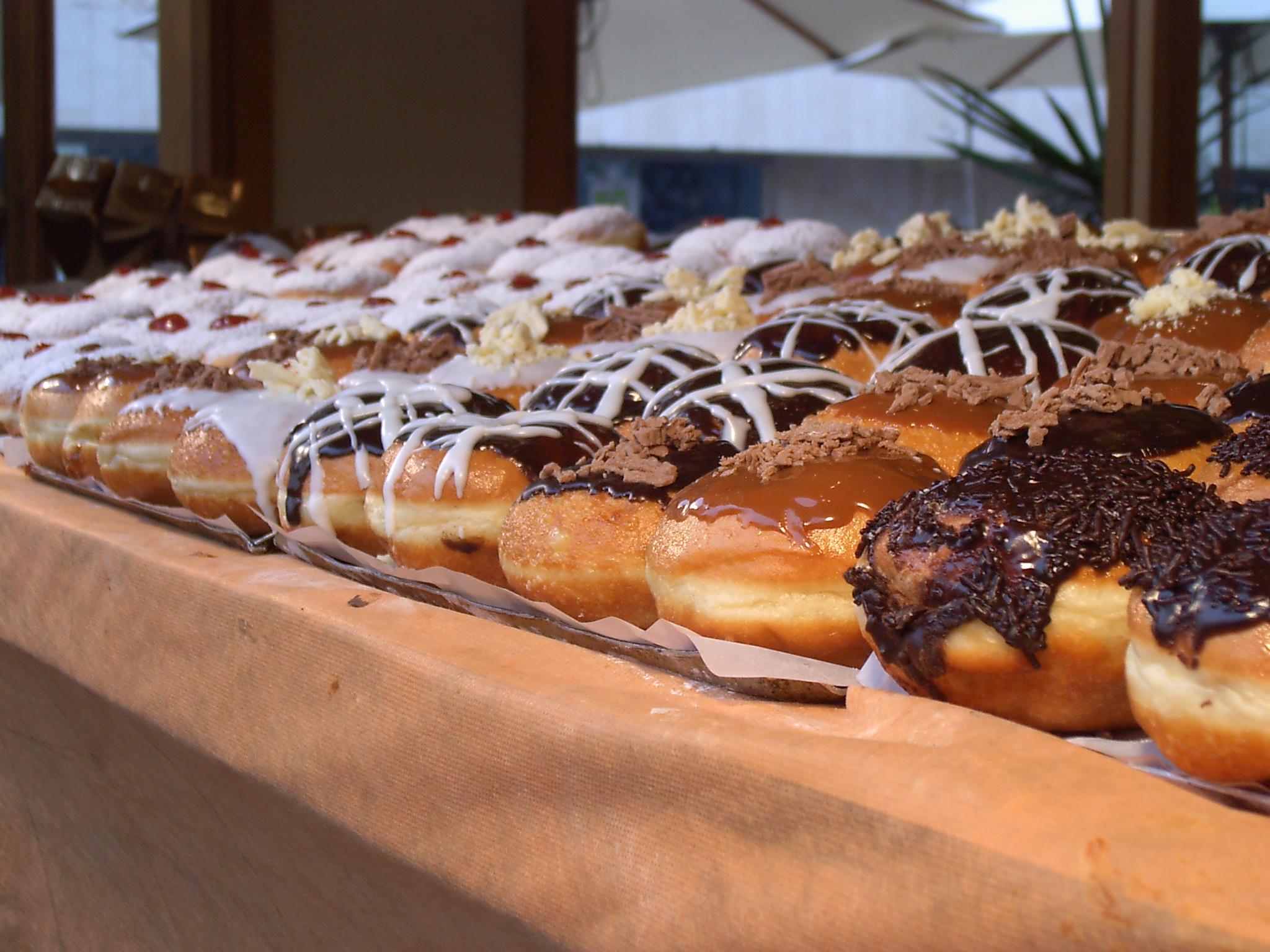
Variantes modernas de sufganiót en una panadería de Tel Aviv (Israel).

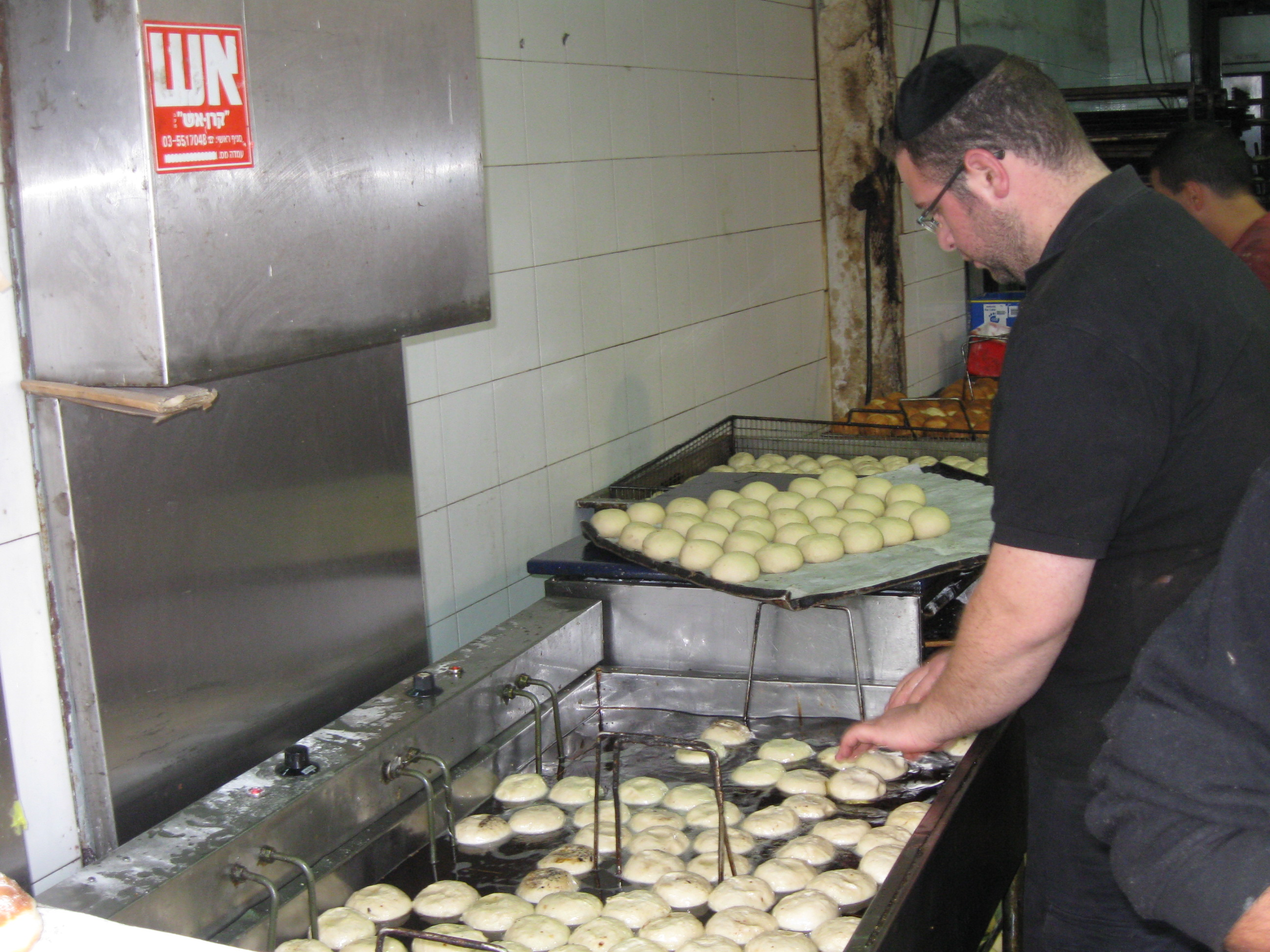
Un panadero fríe sufganiót en el mercado Mahane Yehuda de Jerusalén.

Una sufganiá (en hebreo: סופגנייה‎; plural, sufganiot) es un dónut redondo que primero se fríe y luego se rellena con mermelada o crema, cubriéndose con azúcar glas. Suele tomarse templada. Es parecida a la berlinesa alemana, al pączek polaco y al ponchik ruso.
La palabra hebrea sufganiá procede del término para ‘esponja’ (sfog, ספוג), por la textura del dulce.
Originalmente se hacía con dos círculos de masa alrededor de un relleno de mermelada, que se pegaban y freían en una sola pieza. Aunque este método sigue empleándose, una técnica más simple de uso común es freír bolas enteras de masa y luego inyectarles el relleno con una jeringa de panadería (o una máquina industrial especial).

## Dulce de Janucá
Las sufganiót se consumen ampliamente en Israel y entre las comunidades judías en la festividad de Janucá. En esta fiesta, se respeta la costumbre de ingerir alimentos fritos en conmemoración del milagro relacionado con el aceite del Templo, sobre todo sufganiot y latkes o levivot (un plato parecido a los panqueques de patata, que puede servirse en forma salada o con añadidos dulces).
Las panaderías y tiendas de ultramarinos venden sufganiot cuando se acerca la fiesta, tanto individualmente como por cajas. Angel Bakeries, la compañía panadera más grande de Israel, fríe más de 250 000 sufganiot al día durante los ocho días de Janucá. Cada lote necesita 100 kg de masa para elaborar 1600 sufganiot.
Gracias al favor del público, algunos fabricantes han desarrollado versiones muy elaboradas de la receta. La versión más económica va rellena solo de mermelada, mientras las más caras llevan dulce de leche, crema de chocolate, de vainilla, capuchino y más.
En los últimos años las panaderías israelíes han empezado a aligerar la receta para satisfacer las demandas de clientes preocupados por su salud. A la versión habitual de 100 g, con entre 400 y 600 calorías, se ha unido la de 50 g, llamada «mini».